# Harrington, Cumbria
Harrington är en ort i civil parish Workington i grevskapet Cumbria i England. Orten är belägen 3 km från Workington. Harrington var en civil parish fram till 1974 när den blev en del av Workington unparished area. Parish hade 2 303 invånare år 1951.